# Consoană laterală
În fonetică, consoanele laterale sunt acele consoane articulate prin atingerea vîrfului limbii de palatul tare sau de alveolele incisivilor superiori în timp ce fluxul de aer iese prin cele două deschizături lăsate de marginile limbii sau numai printr-una din ele. În limba română singura consoană laterală este [l], ca de exemplu în cuvântul lalea.
Consoanele laterale împreună cu cele vibrante formează grupul de consoane lichide.